# Podróż apostolska Franciszka do Demokratycznej Republiki Konga i Sudanu Południowego
Podróż apostolska papieża Franciszka do Demokratycznej Republiki Konga i Sudanu Południowego odbyła się w dniach 31 stycznia–5 lutego 2023; planowo miała się odbyć w dniach 2–7 lipca 2022. Podróż ta obejmowała dwa państwa: Demokratyczną Republikę Konga, którą odwiedził 31 stycznia–3 lutego oraz Sudan Południowy który odwiedził 3–5 lutego 2023.
Papież Franciszek w Demokratycznej Republiki Konga odwiedził miasto Kinszasa, zaś w Sudanie Południowym Dżubę.
3 marca 2022 Biuro Prasowe Stolicy Apostolskiej ogłosiło pierwszy termin wizyty Franciszka do krajów Afryki, jednak 10 czerwca 2022 Stolica Apostolska poinformowała, że z powodu problemów zdrowotnych papieża Franciszka, planowana podróż została przełożona na inny termin. 
30 lipca 2022 papież odpowiadając na pytania dziennikarzy po jego wizycie do Kanady poinformował, że ze względu na złą sytuację atmosferyczną tych w dwóch krajach, podróż ta odbędzie się w 2023 roku. 2 listopada 2022 papież poinformował o udaniu się do tych dwóch krajów w lutym 2023. 1 grudnia 2022 Biuro Prasowe Stolicy Apostolskiej ogłosiło drugi termin podróży apostolskiej do dwóch państw Afryki. 
Papież Franciszek był drugim biskupem Rzymu który odwiedził Demokratyczną Republikę Konga wcześniej ten kraj jako Zair odwiedził Jan Paweł II dwukrotnie w 1980 i 1985 i drugim odwiedzającym Sudan Południowy, wcześniej
ten kraj jako połączony z Sudanem odwiedził również Jan Paweł II w 1993.
Była to 40. podróż apostolska papieża Franciszka w ciągu jego 10 letniego pontyfikatu.  

## Program pielgrzymki
- 31 stycznia[12]

O 755 wylot samolotu z lotniska Rzym/Fiumicino do Kinszasy zaś o 1500 przylot na międzynarodowe lotnisko w Kinszasie i oficjalne powitanie na międzynarodowym lotnisku "Ndjili" w Kinszasie. 1630 Ceremonia powitalna papieża w pałacu Narodów w Kinszasie. O 1645 wizyta kurtuazyjna papieżą u prezydenta Republiki w „Sali Prezydenckiej” pałacu Narodów w Kinszasie. O 1730 spotkanie papieża z przedstawicielami władz i korpusem dyplomatycznym w ogrodzie Pałacu Narodów w Kinszasie.
- 1 lutego[12]

O 930 msza św. na lotnisku Ndolo w Kinszasie pod przewodnictwem papieża, po niej modlitwa Anioł Pański. O 1630 spotkanie papieża z ludźmi ze wschodu kraju zaś o 1830 spotkanie papieża z wolontariuszami w Nuncjaturze Apostolskiej.
- 2 lutego[12]

O 930 spotkanie papieża z młodzieżą i katechistami na Stadionie Męczenników w Kinszasie zaś o 1630 spotkanie papieża z kapłanami i diakonami w katedrze "Notre Dame du Congo". O 1830 spotkanie papieża z jezuitami w Nuncjaturze Apostolskiej
- 3 lutego[12]

O 930 spotkanie papieża z biskupami w siedzibie Krajowej Konferencji Biskupiej Konga. O 1010 ceremonia pożegnalna na międzynarodowym lotnisku w Kinszasie zaś o 1040 odlot samolotem z międzynarodowego lotniska w Kinszasie "Ndjili" do Dżuby. O 1400 przylot na międzynarodowe lotnisko w Dżubie i ceremonia powitania na lotnisku. O 1445 wizyta kurtuazyjna papieża u prezydenta Republiki w Pałacu Prezydenckim w Dżubie. O 1515 spotkanie z wiceprezydentami w Pałacu Prezydenckim w Dżubie zaś o 1600 spotkanie z przedstawicielami władz, społeczeństwa obywatelskiego i korpusem dyplomatycznym w ogrodzie Pałacu Prezydenckiego w Dżubie - przemówienie Ojca Świętego.
- 4 lutego[12]

O 800 spotkanie papieża z biskupami, diakonami, kapłanami, osobami konsekrowanymi i seminarzystami w katedrze św. Teresy zaś o 1000 w Nuncjaturze Apostolskiej spotkanie papieża z jezuitami. O 1530 spotkanie z osobami niepełnosprawnymi w Hali Wolności zaś o O 1700 modlitwa ekumeniczna w mauzoleum „John Garang” w Dżubie.
- 5 lutego[12]

O 745 msza Święta pod przewodnictwem papieża w Mauzoleum „John Garang” w Dżubie. 1000 ceremonia pożegnalna na międzynarodowym lotnisku w Dżubie i 1130 odlot samolotem z międzynarodowego lotniska w Dżubie do Rzymu. O 1730 przylot na Międzynarodowy Port Lotniczy Rzym/Fiumicino.